# 최귀화
최귀화(1978년 3월 3일 ~ )는 대한민국의 배우이다.

## 생애 및 배우 활동
1996년 부천의 믈뫼극단에 들어가서 1997년 연극배우로 데뷔하였다.

## 학력
- 대진대학교 연극영화학 학사

## 출연작

### 드라마
- 2025년 tvN 《폭군의 셰프》 ... 제산대군 역
- 2024년  Netflix 《오징어게임 시즌2》
- 2023년 SBS 《악귀》 … 천일만 역
- 2019년 OCN 《달리는 조사관》 ... 배홍태 역
- 2018년 tvN 《드라마 스테이지 - 진추하가 돌아왔다》 ... 헌식 역
- 2018년 KBS2 《슈츠》 ... 채근식 역
- 2017년 OCN 《나쁜 녀석들 : 악의 도시》 ... 하상모 역
- 2017년 KBS2 《황금빛 내 인생》 ... 강남구 역
- 2017년 SBS 《조작》 ... 양추성 역
- 2016년 OCN 《뱀파이어 탐정》 ... 장태식 역
- 2015년 SBS 《너를 노린다》 ... 전 사장 역
- 2015년 OCN 《귀신 보는 형사 처용 2》 ... 이준석 역
- 2015년 MBC 《빛나거나 미치거나》 ... 관리 1 역
- 2015년 tvN 《미생물》 ... 박용구 대리 역
- 2014년 tvN 《미생》 ... 박용구 대리 역
- 2012년 SBS 《유령》 ... 운전기사 납치하는 행동대장 역
- 2012년 《스트레인저 6》 ... 송제문 역
- 2010년 SBS 《제중원》
- 2009년 MBC 《멈출 수 없어》
- 2008년 SBS 《바람의 화원》

### 영화
- 2023년 《악마들》 … 팀장 역
- 2022년 《늑대사냥》 ... 알파 역(†) (본작의 메인 빌런이자 페이크 최종 보스)
- 2022년 《범죄도시 2》 ... 전일만 반장 역 (본작의 서브 주인공, 천만영화) (일본어 더빙: 니시무라 타이스케)
- 2022년 《부기나이트》 ... 유빈 역 (본작의 메인 남주인공)
- 2019년 《광대들: 풍문조작단》 ... 말보 역
- 2019년 《기방도령》 ... 육갑 역
- 2019년 《롱 리브 더 킹: 목포 영웅》 ... 최만수 역 (본작의 만악의 근원이자 진 최종 보스)
- 2019년 《말모이》 ... 책방 우체부 역
- 2018년 《마약왕》 ... 함 실장 역
- 2018년 《원더풀 고스트》 ... 종식 역
- 2018년 《1급기밀》 ... 남선호 대령 역
- 2017년 《범죄도시》 ... 전일만 반장 역 (일본어 더빙: 니시가키 슌사쿠)
- 2017년 《택시운전사》 ... 사복조장 역 (본작의 메인 빌런이자 최종 보스, 천만영화)
- 2017년 《조작된 도시》 ... 교도소 간수장 역
- 2017년 《더 킹》 ... 최민석 역
- 2016년 《그물》 ... 한국 정보국 이실장 역
- 2016년 《터널》 ... 제2터널 관계자 역
- 2016년 《봉이 김선달》 ... 여장사기 정판석 역
- 2016년 《부산행》 ... 노숙자 역 (천만영화)
- 2016년 《곡성》 ... 병규 역
- 2016년 《섬. 사라진 사람들》 ... 최 형사 역
- 2015년 《강남 1970》 ... 남순철파 건달 1 역
- 2014년 《마담 뺑덕》 ... 도박사 1 역
- 2014년 《해무》 ... 다른 선장 목소리 역
- 2014년 《군도: 민란의 시대》 ... 7인 무관 2 역
- 2014년 《일대일》 ... 오지하 역
- 2014년 《표적》 ... 병원 남자 직원 2 역
- 2013년 《집으로 가는 길》 ... 서울지검 동료수사관 역
- 2013년 《연애의 온도》 ... 손차장 신랑 역
- 2012년 《26년》 ... 경호팀장 역
- 2012년 《차형사》 ... 팽 형사 역
- 2012년 《인류멸망보고서》 ... seg. 천상의 피조물 - 제거반 역
- 2010년 《내 깡패 같은 애인》 ... 조직원 1 역
- 2010년 《파괴된 사나이》
- 2010년 《사사건건》 ... seg.잠복근무 - 고동필 역
- 2009년 《우리 집에 왜 왔니》 ... 경찰 2 역
- 2008년 《잠복근무》 ... 고동필 역
- 2006년 《세상을 등지고..》
- 2006년 《사과나무》
- 2005년 《기억》 ... 포장마차 주인 역
- 2004년 《나의 연주》
- 2003년 《메모리즈》
- 2002년 《죽었나 보다》
- 2001년 《운수좋운날》
- 2000년 《혈우》
- 1999년 《그들의...잔치》

### 연극
- 2012년 《투룸쇼》 ... 리차드 역
- 2010년 《오 브라더스》
- 2009년 《룸넘버13》
- 2008년 《룸넘버13》

### 방송
- 2016년 《해피투게더 시즌3》 465회
- 2016년 《황금어장 라디오스타》 492회
- 2017년 《런닝맨》381회
- 2018년 《인생술집》55회
- 2020년 《온앤오프》6회
- 2022년 《블랙: 악마를 보았다》
- 2022년 《STORY 안티에이짐》
- 2023년 《꼬리에 꼬리를 무는 그날 이야기》63회
- 2023년 《신상출시 편스토랑》뉴 편세프
- 2023년 《신발 벗고 돌싱포맨》96회
- 2023년 《다큐 인사이트 - 하드코어, 서울 Part 1 블랙홀 / Part 2 내일은 아무도 몰라》 내레이션

### 광고
- 2014년 더샘인터내셔날 - 더샘 왕면봉 '익스프레스 뷰티 코튼 스왑'
- 2016년 롯데그룹 - 옴니쇼핑 (with 곽도원, 염정아, 이솜, 서강준 등) ... 요원1 역

## 수상 및 후보
| 연도 | 시상식                            | 부문                    | 작품                 | 결과 |
| ---- | --------------------------------- | ----------------------- | -------------------- | ---- |
| 1997 | 전국연극제                        | 우수상                  | 피고지고 피고지고    | 수상 |
| 1998 | 제1회 부천보라매연극제            | 연기상                  | 종이연               | 수상 |
| 2000 | 제18회 전국연극제                 | 경기축전연극 신인연기상 | 해가뜨면 달이지고    | 수상 |
| 2000 | 서울 프린지 페스티벌              | 희곡 공모전 당선        |                      | 수상 |
| 2017 | 제17회 디렉터스 컷 시상식         | 올해의 남자신인연기상   | 택시운전사           | 수상 |
| 2017 | 한국영화배우협회 스타의 밤 시상식 | 대한민국 톱조연상       | 택시운전사, 범죄도시 | 수상 |
| 2018 | 제6회 아시아태평양 스타 어워즈    | 남자 연기상             | 슈츠                 | 후보 |
| 2018 | KBS 연기대상                      | 남자 조연상             | 슈츠                 | 후보 |